# Остин Пауэрс: Человек-загадка международного масштаба
«О́стин Па́уэрс: Челове́к-зага́дка междунаро́дного масшта́ба» (англ. Austin Powers: International Man of Mystery), или просто «О́стин Па́уэрс» (англ. Austin Powers) — американский шпионский комедийный фильм 1997 года режиссёра Джея Роуча. Это первая часть в серии фильмов про Остина Пауэрса. В ней участвует сопродюсер и сценарист франшизы Майк Майерс, играющий роль Остина Пауэрса и Доктора Зло, заклятого врага Пауэрса. Второстепенные роли играют Элизабет Хёрли, Роберт Вагнер, Сет Грин и Майкл Йорк. Фильм является пародией на фильмы о Джеймсе Бонде, Гарри Палмере и другой популярной культуре 1960-х годов.
Фильм, стоимость которого составляет 16,5 млн долларов, вышел в прокат 2 мая 1997 года, получив 53 млн долларов после его выпуска в Северной Америке и более 67 млн долларов по всему миру. Фильм породил два сиквела, «Остин Пауэрс: Шпион, который меня соблазнил» (1999) и «Остин Пауэрс: Голдмембер» (2002).
В последующие годы после выпуска «Остин Пауэрс: Голдмембер» в 2002 году Майерс обсудил возможность выхода четвёртого фильма.

## Сюжет
В качестве главного героя выступает британский суперагент Остин Пауэрс (Майк Майерс), постоянным соперником которого является злодей мирового масштаба доктор Зло (Майерс). В 1967 году в тайном бункере доктора где-то под Лас-Вегасом лучший британский спецагент «накрывает» злодея. Но тому удаётся в очередной раз скрыться в ракете. Он взмыл в космос на борту своего личного космического корабля и там себя заморозил.
Проходит тридцать лет. Космический корабль, сделав виток вокруг Солнечной системы, возвращается обратно на Землю и приземляется в штате Невада. Соратники доктора выводят его из анабиоза, и он начинает строить новые планы. Его идеи по созданию озоновой дыры над планетой или устроению развода принца Чарльза для пошатывания британского королевского двора теперь уже стали неактуальными, и он решает похитить атомную боеголовку из бывшей советской республики Пельменистан и взять выкуп со всего мира в размере 100 миллиардов долларов. Так был начат проект «Вулкан» — самый мощный в мире подземный бур, способный донести ядерный заряд до центра Земли. Тогда взорвутся все вулканы на Земле, и потоки магмы затопят все города.
Его ближайшие помощники — фрау Фарбиссина (Минди Стерлинг), заместитель Номер 2, итальянка Алотта Фагина (Фабиана Уденио), бывший ирландский террорист Падди О’Брайен (Пол Диллон (англ. Paul Dillon)) — представили ещё одного члена команды. Речь идёт о его родном сыне Скотте Зло (Сет Грин), рождённом из замороженной ещё в 1967 году спермы доктора.
Для борьбы с вновь объявившимся доктором Зло было решено направить Остина Пауэрса. Он также в 1967 году был предан заморозке в криогенном хранилище. Его старый друг и шеф Бэзил Разоблачитель (Майкл Йорк) даёт в помощники Остину длинноногую брюнетку Ванессу Кенсингтон (Элизабет Хёрли), дочь его бывшей напарницы миссис Кенсингтон. Под видом молодожёнов Остин и Ванесса отправляются на частном самолёте Остина в Лас-Вегас искать доктора Зло.

## В ролях
- Майк Майерс — Остин Пауэрс, Доктор Зло
- Элизабет Хёрли — Ванесса Кенсингтон
- Майкл Йорк — Базил Разоблачитель
- Мими Роджерс — миссис Кенсингтон
- Роберт Вагнер — Номер 2
- Сет Грин — Скотт Зло, сын Доктора Зло
- Фабиана Уденио — Алотта Фаджина
- Минди Стерлинг — фрау Фарбиссина
- Уилл Феррелл — Мустафа
- Илья Баскин — русский генерал Борщевский
- Сюзанна Хоффс — Джиллиан Шагуэл

## Съёмки
Съёмки фильма проходили в одном из старейших отелей-казино Лас-Вегаса Riviera, который выбрали благодаря нейтральной тематической окраске заведения. Комплекс был окончательно закрыт с целью сноса всех зданий 4 мая 2015 года, а 14 июня 2016-го осуществлён контролируемый подрыв основного здания.
Музыкальная тема к этому фильму и его продолжениям — Soul Bossa Nova Куинси Джонса. Однако канадцам (в том числе и самому Майку Майерсу) она больше всего известна как тема долгоиграющего канадского игрового шоу Definition.

## Культурные отсылки
- Эпизод с фотографированием Остином Ванессы — пародия на фильм «Фотоувеличение».
- Погоня за Остином в начале фильма воспроизводит аналогичную погоню за The Beatles в фильме «A Hard Day’s Night».
- Встроенные в лифчик пистолеты — отсылка к фильму «Десятая жертва».
- На волне популярности фильма Майк Майерс, совместно с Сюзанной Хоффс, создал группу «Ming Tea» (марка чая из того же фильма), в стиле психоделических шестидесятых, в которой он поёт в образе Остина.

### Пародии и отсылки на «Бондиану»
- Сам Остин Пауэрс — пародия на Джеймса Бонда тем, что Остин — любимец всех девушек и в каждой серии у Остина разные пассии. Так же, как у Бонда, у Остина есть «фирменный костюм»: у Джеймса Бонда — смокинг, у Остина Пауэрса — пёстрый вельветовый костюм.
- Доктор Зло — пародия на самого главного врага Бонда Эрнста Блофельда, у доктора Зло такой же образ: лысина и шрам на лице, и кошка, при этом своим внешним видом он обязан плохому качеству разморозки после криогенной заморозки в 60-х. Кот доктора, Мистер Бигглзворд, после разморозки полностью лысеет — из ангора превращается в сфинкса.
- Прозвище Зло «Доктор» ссылает на прозвище главного злодея Доктор Ноу из первого фильма о Бонде «Доктор Ноу», также это прямой намёк на то, что Доктор — отрицательный персонаж, хотя за весь фильм он больше похож на капризного деспота, не знающего, как творить преступления.
- Один из помощников доктора Зло, тучный азиат в строгом костюме с шляпой-котелком, пародирует Оджоба, помощника главного злодея из фильма «Голдфингер». И если в «Голдфингере» злодей бросает свою шляпу с заострёнными краями, то помощник Доктора Зло бросается ботинками (и если при первом появлении он легко расколол фарфоровую статую, то в конце он едва набил шишку на голове Остина).
- Фрау Фарбиссина (помощница доктора Зло) является пародией на Розу Клебб, помощницу Блофельда из фильма «Из России с любовью».
- Когда Остина и Ванессу ловят люди доктора Зло, доктор кормит их вкусными блюдами и рассказывает свой план, это отсылка на фильм «Человек с золотым пистолетом».
- Сцена, когда Фагина соблазнила Остина в джакузи, пародирует сцену из тринадцатого фильма о Бонде «Осьминожка». При этом образ «девушки Бонда», являющейся злодейкой, копирует Ксению Онотоп из фильма «Золотой глаз».
- Сцена, когда Остин и Ванесса пробираются в логово доктора Зло, похожа на сцену из фильма «Лунный гонщик» и «Живёшь только дважды».
- Ловушка для Остина и Ванессы, которую сделал доктор Зло (когда их обоих привязали над бассейном, где плавают сибасы-мутанты), пародирует ловушку для Бонда из фильма «Живи и дай умереть», только в бассейне плавала акула, на что обратил внимание сам Доктор Зло.
- Один из прислужников Доктора Зло Мустафа по образу похож на прислужника Блофельда из начала фильма «Бриллианты навсегда».
- Номер 2 похож на Эмилио Ларго, главного антагониста из фильма «Шаровая молния».
- В конце фильма доктор Зло сбегает, это ссылает на концовки фильмов «Бондианы»: «Шаровая молния», «Живёшь только дважды», «Бриллианты навсегда», и «На секретной службе её величества».

## Награды
| Премия                           | Категория                           | Получатель(и) и номинант(ы)                        | Результат |
| -------------------------------- | ----------------------------------- | -------------------------------------------------- | --------- |
| Blockbuster Entertainment Awards | Любимый актёр — Комедия             | Майк Майерс                                        | Номинация |
| Blockbuster Entertainment Awards | Любимая актриса — Комедия           | Элизабет Хёрли                                     | Номинация |
| Canadian Comedy Awards           | Лучший оригинальный сценарий        | Майк Майерс                                        | Номинация |
| MTV Movie Awards                 | Лучший танец — Some London Citizens | Майк Майерс                                        | Победа    |
| MTV Movie Awards                 | Лучший злодей                       | Майк Майерс                                        | Победа    |
| MTV Movie Awards                 | Лучшее комедийное исполнение        | Майк Майерс                                        | Номинация |
| MTV Movie Awards                 | Лучший фильм                        | Сюзанн Тодд, Деми Мур, Дженнифер Тодд, Майк Майерс | Номинация |
| Сатурн                           | Лучший фильм-фэнтези                | Сюзанн Тодд, Деми Мур, Дженнифер Тодд, Майк Майерс | Победа    |
| Сатурн                           | Лучшие костюмы                      | Дина Аппель                                        | Номинация |